# Многосторонние банки развития
Многосторонние банки развития - категория международных финансовых организаций, специализирующихся на льготном финансировании инвестиционных проектов. Капитал многосторонних банков развития, как правило, формируется за счет взносов стран-членов и заимствований на мировом финансовом рынке. 
Многосторонние банки развития, особенно банки с небольшим числом стран-членов, выступают в качестве проводников интересов стран-членов.

## Список банков развития
- Азиатский банк развития
- Африканский банк развития
- Восточно-африканский банк развития
- Евразийский банк развития
- Европейский банк реконструкции и развития
- Европейский инвестиционный банк
- Исламский банк развития
- Карибский банк развития
- Межамериканский банк развития
- Международный банк реконструкции и развития
- Международный банк экономического сотрудничества
- Международный инвестиционный банк
- Северный инвестиционный банк
- Черноморский банк торговли и развития